# Mathias Porseland
Mathis Porseland (* 12. červen 1986, Göteborg) je švédský profesionální hokejista.

## Kluby podle sezón
- 2002-2003 Frölunda Indians
- 2003-2004 Frölunda Indians
- 2004-2005 Frölunda Indians
- 2005-2006 Frölunda Indians
- 2006-2007 Bofors IK
- 2007-2008 Bofors IK
- 2008-2009 Rögle BK
- 2009-2010 Rögle BK
- 2010-2011 Hämeenlinnan Pallokerho
- 2011-2012 Hämeenlinnan Pallokerho
- 2012-2013 HC Lev Praha KHL
- 2013-2014 Admiral Vladivostok, HK Viťaz Moskevská oblast (KHL)
- 2014-2015 HK Viťaz Moskevská oblast (KHL)
- 2015-2016 Brynäs IF
- 2016-2017 Hämeenlinnan Pallokerho
- 2017-2018 Hämeenlinnan Pallokerho
- 2018-2019 HC Verva Litvínov, HC Dynamo Pardubice